# Julius Sandmeier

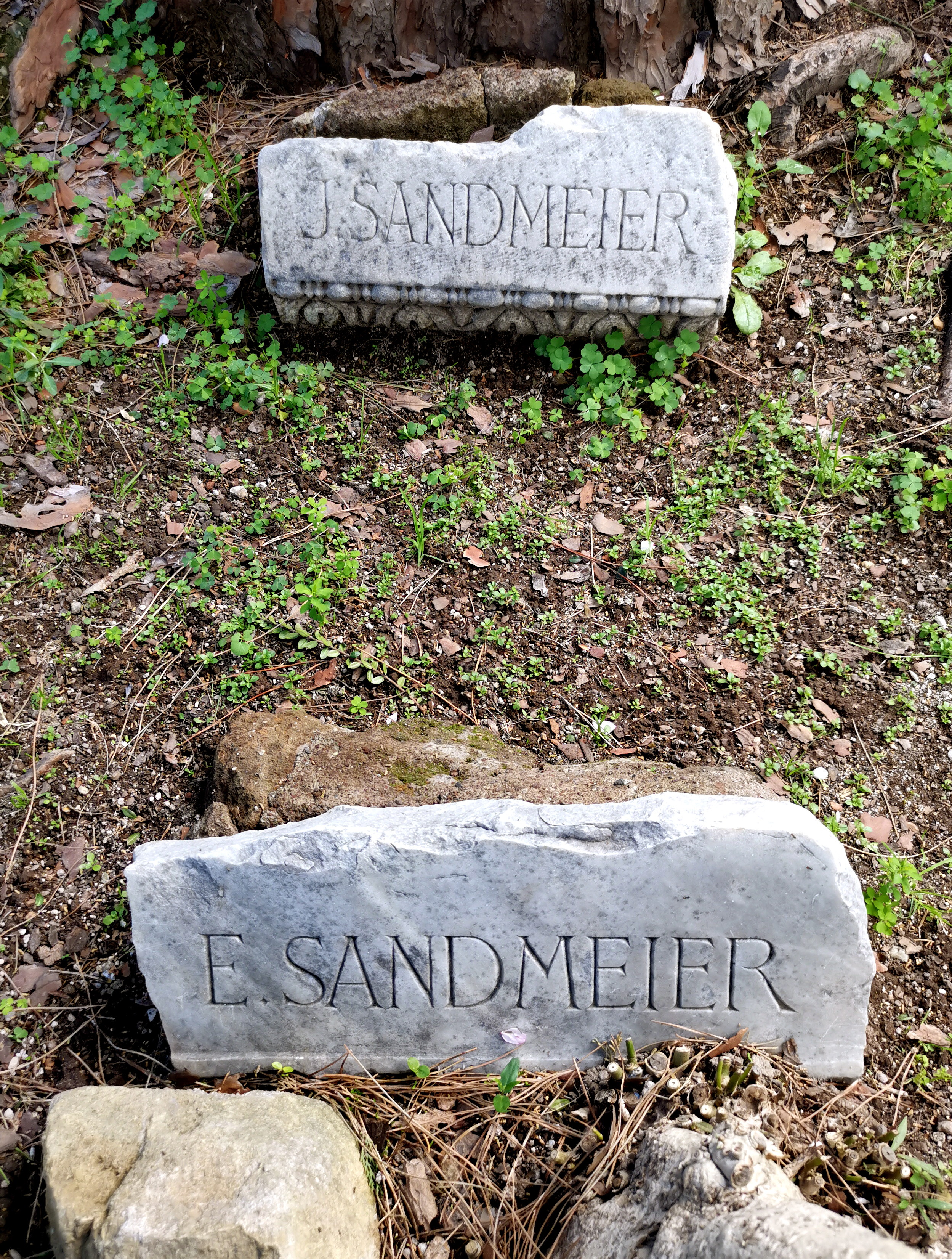
Grab auf dem Nichtkatholischen (Protestantischen) Friedhof Rom, Feld 1-16-25

Julius Sandmeier (* 27. November 1881 in München; † 19. Oktober 1941 in Rom) war ein deutscher Schriftsteller und literarischer Übersetzer. Zudem war er Regisseur, Kameramann und Produzent.

## Leben
Julius Sandmeier heiratete 1910 Mathilde Angermann. Am Ende des Ersten Weltkriegs war Sandmeier für ein Jahr in der deutschen Gesandtschaft in Kristiana als Leiter der Pressestelle beschäftigt.
Julius Sandmeier war in den Zwanziger- und Dreißigerjahren des
20. Jahrhunderts einer der produktivsten Übersetzer von Belletristik aus dem Norwegischen, Dänischen und Schwedischen ins Deutsche. Besonders bekannt wurde er durch seine – häufig in Zusammenarbeit mit Sophie Angermann entstandenen – Übersetzungen der Werke der norwegischen Nobelpreisträger Knut Hamsun und Sigrid Undset.

## Werke
- Das Gebirge. 3 Novellen, München 1919

## Herausgeberschaft
- Neue deutsche Erzähler, 2 Bände. Berlin 1918

## Übersetzungen
- Johan Bojer: Die Auswanderer, München 1925 (übersetzt zusammen mit Sophie Angermann)
- Johan Bojer: Dyrendal, München 1922
- Johan Bojer: Der große Hunger, München 1926 (übersetzt zusammen mit Julia Koppel und Sophie Angermann)
- Johan Bojer: Des Königs Kerle, München 1939 (übersetzt zusammen mit Sophie Angermann)
- Johan Bojer: Die Lofotfischer, München 1923 (übersetzt zusammen mit Else von Hollander-Lossow)
- Johan Bojer: Der Mann mit den Masken, München 1926 (übersetzt zusammen mit Sophie Angermann)
- Johan Bojer: Der neue Tempel, München 1929 (übersetzt zusammen mit Sophie Angermann)
- Johan Bojer: Der Verstrickte, München 1932 (übersetzt zusammen mit Sophie Angermann)
- Johan Bojer: Volk am Meer, München 1930 (übersetzt zusammen mit Sophie Angermann)
- Johannes Buchholtz: Susanne, München (übersetzt zusammen mit Sophie Angermann)
  - 1 (1932)
  - 2 (1932)
- Olav Duun: Der Gang durch die Nacht, Berlin 1936
- Olav Duun: Gott lächelt, Hamburg 1939 (übersetzt zusammen mit Sophie Angermann)
- Olav Duun: Die Juwikinger, Frankfurt a. M. (übersetzt zusammen mit Sophie Angermann)
  - 1. Per Anders und sein Geschlecht, 1927
  - 2. Odin, 1929
- Olav Duun: Die Olsöy-Burschen, Berlin 1930 (übersetzt zusammen mit Sophie Angermann)
- Mikkjel Fønhus: Die Biber bauen am Schwarzweiher, München 1938 (übersetzt zusammen mit Sophie Angermann)
- Mikkjel Fønhus: Jaampa, der Silberfuchs, München 1930 (übersetzt zusammen mit Sophie Angermann)
- Mikkjel Fønhus: Die Löwen am Kilimatui, München 1932 (übersetzt zusammen mit Sophie Angermann)
- Mikkjel Fønhus: Der Schiläufer, München 1936 (übersetzt zusammen mit Sophie Angermann)
- Mikkjel Fønhus: Der Troll-Elch, München 1926 (übersetzt zusammen mit Sophie Angermann)
- Mikkjel Fønhus: Die Wildnis braust, München 1928 (übersetzt zusammen mit Sophie Angermann)
- Mikkjel Fønhus: Wölfe, München 1935 (übersetzt zusammen mit Sophie Angermann)
- Gunnar Gunnarsson: Die Leute auf Borg, München 1927
- Knut Hamsun: An des Reiches Pforten. Spiel des Lebens. Abendröte. Vom Teufel geholt, München 1926
- Knut Hamsun: August Weltumsegler, München 1930 (übersetzt zusammen mit Sophie Angermann)
- Knut Hamsun: Gedämpftes Saitenspiel, München 1922
- Knut Hamsun: Hunger, München 1921
- Knut Hamsun: Mysterien, München 1921
- Knut Hamsun: Im Märchenland, München 1924 (übersetzt zusammen mit Cläre Greverus Mjöen)
- Knut Hamsun: Landstreicher, München 1928 (übersetzt zusammen mit Sophie Angermann)
- Knut Hamsun: Nach Jahr und Tag, München 1933 (übersetzt zusammen mit Sophie Angermann)
- Knut Hamsun: Pan, München 1921
- Knut Hamsun: Redakteur Lynge. Neue Erde, München 1922
- Knut Hamsun: Der Ring schließt sich, München 1936 (übersetzt zusammen mit Sophie Angermann)
- Knut Hamsun: Segen der Erde, München 1925 (übersetzt zusammen mit Pauline Klaiber-Gottschau)
- Knut Hamsun: Unter dem Halbmond, München 1924 (übersetzt zusammen mit Gertrud Ingeborg Klett)
- Knut Hamsun: Unter Herbststernen, München 1922
- Knut Hamsun: Victoria, München 1925
- Knut Hamsun: Der Wanderer, München 1933
- Marie Hamsun: Die Langerudkinder, München 1928 (übersetzt zusammen mit Sophie Angermann)
- Marie Hamsun: Die Langerudkinder im Winter, München 1929 (übersetzt zusammen mit Sophie Angermann)
- Marie Hamsun: Die Langerudkinder wachsen heran, München 1933 (übersetzt zusammen mit Sophie Angermann)
- Marie Hamsun: Ola Langerud in der Stadt, München 1930 (übersetzt zusammen mit Sophie Angermann)
- William Heinesen: Noatun, Göttingen 1939 (übersetzt zusammen mit Günther Ruprecht und Sophie Angermann)
- Jens Peter Jacobsen: Frau Marie Grubbe, München 1922
- Jens Peter Jacobsen: Niels Lyhne, München 1923
- Rudolf Kjellén: Der Staat als Lebensform, Berlin-Grunewald 1924
- Johannes Anker Larsen: Martha und Maria, Leipzig 1925 (übersetzt zusammen mit Sophie Angermann)
- Fridtjof Nansen: Unter Robben und Eisbären, Leipzig 1926
- Barbra Ring: Die Tochter von Eldjarstad, München 1934 (übersetzt zusammen mit Sophie Angermann)
- Carl Schøyen: Der Lofot, Jena 1924 (übersetzt zusammen mit Sophie Angermann)
- Carl Schøyen: Skouluk-Andaras, Jena 1923
- Sigfrid Siwertz: Seelambs – die Geldjäger, Lübeck (übersetzt zusammen mit Sophie Angermann)
  - 1 (1925)
  - 2 (1925)
- Sigfrid Siwertz: Das Witwenspiel, Lübeck 1926 (übersetzt zusammen mit Sophie Angermann)
- Sigrid Undset: Der brennende Busch, Frankfurt 1931 (übersetzt zusammen mit Sophie Angermann)
- Sigrid Undset: Frau Hjelde, Berlin 1930 (übersetzt zusammen mit Sophie Angermann)
- Sigrid Undset: Ein Fremder, Berlin 1936
- Sigrid Undset: Das getreue Eheweib, Zürich 1938 (übersetzt zusammen mit Sophie Angermann)
- Sigrid Undset: Gymnadenia, Frankfurt a. M. 1930 (übersetzt zusammen mit Sophie Angermann)
- Sigrid Undset: Harriet Waage, Berlin 1931 (übersetzt zusammen mit Sophie Angermann)
- Sigrid Undset: Ida Elisabeth, Frankfurt a. M. 1934 (übersetzt zusammen mit Sophie Angermann)
- Sigrid Undset: Kristin Lavranstochter, Potsdam (übersetzt zusammen mit Sophie Angermann)
  - 1. Der Kranz, 1926
  - 2. Die Frau, 1926
  - 3. Das Kreuz, 1926
- Sigrid Undset: Östlich der Sonne und westlich vom Mond, Frankfurt 1930 (übersetzt zusammen mit Sophie Angermann)
- Sigrid Undset: Olav Audunssohn, Frankfurt a. M. (übersetzt zusammen mit Sophie Angermann)
  - 1 (1928)
  - 2. Olav Audunssohn auf Hestviken, 1928
  - 3. Olav Audunssohn und seine Kinder, 1929
  - 4. Olav Audunssohn und seine Kinder, 1929
- Sigrid Undset: Viga-Ljot und Vigdis, Berlin 1931 (übersetzt zusammen mit Sophie Angermann)